# Барановский, Зыгмунт
Зы́гмунт Барано́вский (пол. Zygmunt Baranowski; 1933, Сосновец — 1985, Варшава) — польский офицер госбезопасности, полковник, руководитель Щецинского (1975—1980) и Катовицкого (1980—1984) воеводских управлений Службы безопасности МВД ПНР. Один из организаторов военного подавления забастовки на шахте «Вуек» 16 декабря 1981. В 1984—1985 — начальник IV департамента МВД. Член Польской объединённой рабочей партии. Скончался при неясных обстоятельствах.

## Служба в Гданьске и Щецине
Родился в рабочей семье. В 1950 окончил кадетский корпус в Варшаве. В 1954—1955 прослушал в Гданьске курсы Офицерской школы Министерства общественной безопасности. В июле 1955 поступил на службу в Гданьское управление Комитета общественной безопасности. С апреля 1956 — офицер Гданьского управления Службы безопасности МВД ПНР (СБ). Состоял в правящей компартии ПОРП.
Служил в отделе оперативной техники, затем по собственному желанию перевёлся в контрразведку. Был оперативником, инспектором, начальником опергруппы. В 1973—1975 — начальник отдела в звании майора. В 1975 в звании подполковника переведён в Щецин на должность заместителя воеводского коменданта гражданской милиции по СБ (в аналогичной должности состоял полковник Ярослав Верниковский).

## Начальник СБ в Катовице
4 марта 1980 Зыгмунт Барановский в звании полковника назначен первым заместителем коменданта гражданской милиции по СБ — начальником управления СБ Катовицкого воеводства. Воеводским комендантом являлся полковник Ежи Груба.
Несколько месяцев спустя Польшу захлестнула волна забастовок, приведшая к созданию Солидарности. Главной задачей СБ стала нейтрализация и подавление независимого профсоюза. Региональное руководство Катовице возглавлял первый секретарь воеводского комитета ПОРП Анджей Жабиньский. Он представлял группировку «партийного бетона», выступавшую за монопольную власть ПОРП и жёсткую силовую политику, вплоть до советской интервенции. Барановский принял к исполнению указания Жабиньского, цель которых сводилась к ликвидации «Солидарности».
Главной объектом спецопераций стал Катовицкий профцентр и его председатель Анджей Розплоховский, активный и радикальный антикоммунист. Велась слежка, совершались провокации, распространялась клевета. Был сформирован Катовицкий партийный форум (KFP) сталиниста Всеволода Волчева — через него озвучивались самые крайние установки «бетона». Инспирировались расколы в «Солидарности», провоцировались конфликты между профцентром Розплоховского, созданным на базе металлургического комбината Хута Катовице, и Силезско-Домбровского шахтёрской организацией. Негласная, а иногда открытая поддержка оказывалась Силезско-Домбровскому председателю Ярославу Сенкевичу, ориентированному на сотрудничество с ПОРП.
После отставки Сенкевича в начале 1981 шахтёрское движение сблизилось с Катовицким профцентром, приняло столь же активный и радикальный характер. Однако обе организации были инфильтрованы агентурой и осведомителями СБ. Это сказалось в середине 1981, когда удалось заблокировать переизбрание Розплоховского в председатели. Однако общая тенденция к радикализации сохранялась и усиливалась. Со своей стороны СБ применяла откровенно внеправовые методы — нападения «неизвестных лиц», избиения профсоюзных активистов (май 1981). Эти действия курировал подчинённый Барановскому майор Эдмунд Перек, начальник 4 отдела управления (борьба с католической церковью). Перек и его агенты подозревались и в распылении отравляющих веществ на шахты «Сосновец», где действовала активная организация «Солидарности» во главе с Войцехом Фигелем (до шестидесяти человек попали в больницы). Однако, по версии полковника Грубы, эту атаку устроили активисты KFP.
13 декабря 1981 в Польше было введено военное положение. Полковник Барановский состоял в Воеводском комитете обороны — органе чрезвычайного управления во главе с полковником Грубой. Именно в Катовицком воеводстве произошло самое крупное единовременное кровопролитие этого периода — Усмирение шахты «Вуек». Барановский был одним из руководителей силового подавления забастовки. Эту роль Барановского отмечали впоследствии на судебных процессах обвиняемые зомовцы. Барановский участвовал также в руководстве военно-милицейской оккупацией металлургического комбината Хута Катовице. В дальнейшем он курировал выявление активистов подполья и «операцию «Клон»» — профилактирование оппозиционеров, давление на сторонников «Солидарности» через собеседования в СБ.

## Перевод и смерть
19 октября 1984 был убит капеллан «Солидарности» ксёндз Ежи Попелушко. Арестованные убийцы оказались офицерами СБ из спецгруппы «D» IV (антикатолического) департамента МВД — капитан Пиотровский, поручик Хмелевский, поручик Пенкала и их непосредственный начальник полковник Петрушка.
Глава партии и государства генерал Ярузельский и его ближайший сподвижник глава МВД генерал Кищак воспользовались этим преступлением для устранения своих противников из числа «партийного бетона» в руководстве ПОРП и СБ. В частности, были сняты с должностей начальник СБ генерал Цястонь и начальник IV департамента генерал Платек. На место Платека 15 ноября 1984 получил назначение полковник Барановский.
Однако на руководстве IV департаментом Зыгмунт Барановский пробыл всего несколько месяцев. Обстоятельства его смерти весной 1985 остались неясны, не указано даже точной даты. 51-летний Барановский был найден мёртвым у себя в кабинете, причиной смерти назван инфаркт. В должности его сменил полковник Тадеуш Щигел. Странная смерть 51-летнего Барановского, прежде не подверженного сердечным заболеваниям, иногда рассматривается как следствие чистки аппарата, проводимой генералом Кищаком.